# Misgomyces dyschirii
Misgomyces dyschirii Thaxt. – gatunek grzybów z rzędu owadorostowców (Laboulbeniales). Pasożyt owadów.

## Systematyka i nazewnictwo
Pozycja w klasyfikacji według Index Fungorum: Misgomyces, Laboulbeniaceae, Laboulbeniales, Laboulbeniomycetidae, Laboulbeniomycetes, Pezizomycotina, Ascomycota, Fungi.
Gatunek ten po raz pierwszy opisał w 1900 r. Roland Thaxter na owadach Dyschirius globosus i Dyschirus salinus w Anglii.

## Charakterystyka
Grzyb entomopatogeniczny, pasożyt zewnętrzny owadów. Nie powoduje ich śmierci i wyrządza im niewielkie szkody. W Polsce Tomasz Majewski opisał jego występowanie na gatunkach chrząszczy z rodziny biegaczowatych (Carabidae): Dyschirius aeneus, Dyschirius globosus, Dyschirius obscurus, Dyschirius rufipes, Dyschirius tristis.